# علاء عبد الزهرة
علاء عبد الزهرة خشَان العزاوي (مواليد 22 ديسمبر 1987) في بغداد، العراق، لاعب كرة قدم عراقي يلعب لنادي الميناء كلاعب مهاجم. بدأ علاء عبد الزهرة مسيرته الرياضية عام 2004 مع نادي الزوراء.

## الانجازات

### الجماعية
- الدوري العراقي (6): 2006/2005 , 2016/2015 , 2019/2018 , 2022/2021 , 2023/2022 , 2024/2023

- كأس العراق (1): 2024/2023

- كأس السوبر العراقي : 2019 , 2022

## روابط خارجية
- علاء عبد الزهرة على موقع الاتحاد الدولي (مؤرشف)  (الإنجليزية)
- علاء عبد الزهرة على موقع قاعدة بيانات كرة القدم.إي يو (الإنجليزية)
- علاء عبد الزهرة على موقع ناشيونال فوتبول تيمز (الإنجليزية)
- علاء عبد الزهرة على موقع Soccerway.com (الإنجليزية)